# 小西正捷
小西 正捷（こにし まさとし、1938年〈昭和13年〉12月16日 - 2020年〈令和2年〉9月28日）は、日本の民俗学者、考古学者。立教大学名誉教授。専攻は南インドの民俗学、考古学。古代インダス文明および民間信仰、儀礼、造形、芸能を研究。

## 経歴
1938年、東京都生まれ。1961年、国際基督教大学教養学部人文学科を卒業し、その後インドに留学し、カルカッタ大学大学院修士課程にて考古学を学んだ。東京大学大学院文学研究科に進み、1970年に博士後期課程（社会学研究文化人類学専攻）を単位取得退学。
1971年、法政大学助教授に就いた。1983年、教授昇格。1984年より立教大学教授。2003年に立教大学を定年退職し、名誉教授となった。2009年、学位論文『"Hath-kaghaz : history of hand-made paper in south Asia" (ハート・カーガス: 南アジアにおける手漉き紙史研究)』を立教大学に提出して文学博士号を取得。
撮影した写真は、「小西正捷・南アジア民族写真データベース」として東京外国語大学アジア・アフリカ言語文化研究所より公開されている。

## 著作
著書
- 『アフガニスタン』(原色写真文庫) 講談社, 1968
- 『インド民芸 民俗のかたち』佐藤宗太郎 写真. 木耳社, 1977
- 『多様のインド世界』(人間の世界歴史 8) 三省堂, 1981
- 『ベンガル歴史風土記』法政大学出版局, 1986
- 『インド民衆の文化誌』法政大学出版局, 1986
- 『ユーラシア大陸中央部の諸文化圏』アジア研究・学術フロンティア本部, 2001
- 『インド・大地の民俗画』沖守弘写真, 未來社, 2001
- 『インド民俗芸能誌』法政大学出版局, 2002
- 『知られざるインド 儀礼芸能とその造形』沖守弘 写真, 清流出版, 2007
- 『アジアの自然と文化 5 綿・家畜からみる南アジア インド北部～西部・パキスタン』小峰書店, 2014
- 『アジアの自然と文化 6  香辛料からみる南アジア インド南部～東部・バングラデシュ』小峰書店, 2014

共編著
- 『もっと知りたいパキスタン』編, 弘文堂, 1987
- 『南アジアを学ぶ300冊 アジア民族文化フォーラム'93南アジア年』金子量重・渡辺兼庸共編, アジア民族造形文化研究所, 1993
- 『インド・道の文化誌』宮本久義共編, 春秋社, 1995
- 『図説インド歴史散歩』岩瀬一郎共編, 河出書房新社, 1995
- 『インド (暮らしがわかるアジア読本)』編. 河出書房新社, 1997
- 『南アジアを知る事典 インド+スリランカ+ネパール+パキスタン+バングラデシュ+ブータン+モルディヴ』辛島昇, 前田専学, 江島恵教, 応地利明, 坂田貞二, 重松伸司, 清水学, 成沢光, 山崎元一共著 平凡社, 2002
- 『南アジア史 1(先史・古代) (世界歴史大系)』山崎元一共編. 山川出版社, 2007
- 『いっぷくの情景 「嗜み」からよみとく現代アジア』大村次郷 写真・文, 井上隆史, 高橋忠彦,加藤九祚, 松原正毅共著 千里文化財団, 2008

翻訳
- ロミラ=ターパル『インド史』1-2 辛島昇・山崎元一共訳, みすず書房, 1970-72
- ルーシー・W.クラウセン『昆虫と人間』1-2 (みすず科学ライブラリー 小西正泰共訳, みすず書房, 1972
- プラフルラ・モハンティ『わがふるさとの「インド」:神と自然との共存 村から世界へ』 平凡社, 1975
- ジャケッタ・ホークス『古代文明史 1 (メソポタミアの生活)』共訳, みすず書房, 1978
- ジャケッタ・ホークス『古代文明史 2 (インダス・エジプトの生活)』共訳, みすず書房, 1980
- プラフルラ・モハンティ『わがふるさとのインド』平凡社, 1990
- B.K.ターパル『インド考古学の新発見』小磯学共訳, 雄山閣出版, 1990
- プラフルラ・モハンティ『わがふるさとインドの変貌』平凡社, 1992
- ルーシー・W.クラウセン『昆虫のフォークロア』小西正泰共訳, 博品社, 1993
- A.H.ダーニー『パキスタン考古学の新発見』宗台秀明共訳, 雄山閣出版, 1995
- グルショドイ・ドット『ベンガル民俗芸術論 活きている美の伝統』(アジア文化叢書) 穂高書店, 1996